# Missouri City (Texas)
Missouri City is een plaats (city) in de Amerikaanse staat Texas, en valt bestuurlijk gezien onder Fort Bend County en Harris County.

## Demografie
Bij de volkstelling in 2000 werd het aantal inwoners vastgesteld op 52.913.
In 2006 is het aantal inwoners door het United States Census Bureau geschat op 73.679, een stijging van 20766 (39.2%).

## Geografie
Volgens het United States Census Bureau beslaat de plaats een oppervlakte van
78,8 km², waarvan 76,9 km² land en 1,9 km² water. Missouri City ligt op ongeveer 26 m boven zeeniveau.

## Plaatsen in de nabije omgeving
De onderstaande figuur toont nabijgelegen plaatsen in een straal van 12 km rond Missouri City.